# Paridotea ocellata
Paridotea ocellata är en kräftdjursart som först beskrevs av Nunomura 1984.  Paridotea ocellata ingår i släktet Paridotea och familjen tånglöss. Inga underarter finns listade i Catalogue of Life.